# Raión de Shchastia
Raión de Shchastia (en ucraniano: Щастинський район) es un raión o distrito de Ucrania en el óblast de Lugansk. La capital es la ciudad de Shchastia (de iure), Novoaidar (de facto).
Comprende una superficie de 3308,4 km².

## Demografía
Según estimación 2020 contaba con una población total de 81200 habitantes.

## Otros datos
El código KATOTTG es UA44160000000057142.